# Flaminio Benetti
Flaminio Benetti (Sondrio, 8 aprile 1941 – Livigno, 26 novembre 2018) è stato un politico italiano.

## Biografia
Esponente della Democrazia Cristiana, di professione ingegnere, fu consigliere e assessore comunale a Spriana, e sindaco di Sondrio dal 1990 al 1994. Tra gli altri incarichi che ha ricoperto anche quello di presidente della Comunità montana della Valtellina di Sondrio, consigliere nazionale del Club Alpino Italiano e presidente del CAI Valtellinese.